# Jacoby-Gletscher
Der Jacoby-Gletscher ist ein steiler Gletscher im westantarktischen Marie-Byrd-Land. Er fließt in der Ames Range zwischen Mount Boennighausen und Mount Andrus.
Der United States Geological Survey kartierte ihn anhand eigener Vermessungen und Luftaufnahmen der United States Navy zwischen 1959 und 1965. Das Advisory Committee on Antarctic Names benannte ihn 1974 nach William J. Jacoby, Bohrtechniker auf der Byrd-Station von 1968 bis 1969.